# 長鰭光唇魚
長鰭光唇鱼（学名：Acrossocheilus iridescens longipinnis，Wu于1939年命名，俗名五花鱼、花榄鱼、花鲮），又稱長鰭石𩼧，为輻鰭魚綱鯉形目鲤科光唇鱼属的鱼类，是中国的特有物种，屬厚唇光唇魚的亞種，本魚體高且側扁，背部隆起，口亞下位，具觸鬚2對，下頷前緣露出唇外，鱗片中等大，側線完整，側線鱗42-44枚，背鰭末根鰭條為硬棘，後緣具鋸齒，背鰭長於頭長，較大個體背鰭末根鰭條延長呈絲狀，尾鰭深叉形，體側具有5條橙紅色橫帶，上寬下窄，體長可達10公分，棲息在河川底中層水域，生活習性不明，可做為食用魚。
在中国，长鳍光唇鱼分布于珠江水系等。该物种的模式产地在广西阳朔。

## 扩展阅读
維基物種上的相關：長鰭光唇鱼